# John W. Wydler

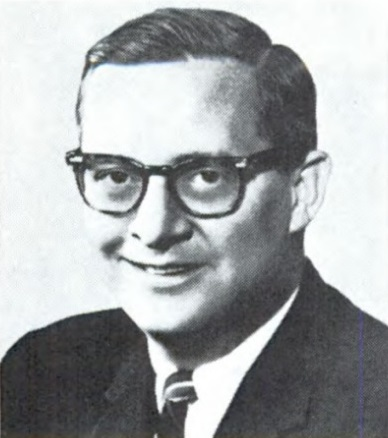
John W. Wydler

John Waldemar Wydler (* 9. Juni 1924 in Brooklyn, New York; † 4. August 1987 in Washington, D.C.) war ein US-amerikanischer Jurist und Politiker. Zwischen 1963 und 1981 vertrat er den Bundesstaat New York im US-Repräsentantenhaus.

## Werdegang
John Waldemar Wydler besuchte die West School of Long Beach, die Long Beach High School und die Brown University in Providence. Er verpflichtete sich am 16. November 1942 als Private im United States Army Air Corps. Wydler wurde zum Staff Sergeant in einer chemischen Waffen Kompanie befördert und den Einheiten auf dem China-Burma-Indien-Kriegsschauplatz zugeteilt. Er wurde im November 1945 entlassen. Danach diente er zwischen 1945 und 1955 als Lieutenant im Judge Advocate’s Office und der Air Force Reserve. Dann nahm er wieder sein Studium an der Brown University auf, wo er bis 1947 verblieb. Wydler ging dann auf die Harvard University Law School, welche er 1950 mit einem Bachelor of Laws wieder verließ. Seine Zulassung als Anwalt erhielt er im Oktober 1950. Zwischen 1953 und 1959 arbeitete er im Büro des Bundesstaatsanwalts für den östlichen Distrikt von New York. Wydler eröffnete 1959 eine eigene Anwaltspraxis in Mineola.
Politisch gehörte er der Republikanischen Partei an. Bei den Kongresswahlen des Jahres 1962 wurde er im vierten Wahlbezirk von New York in das US-Repräsentantenhaus in Washington D.C. gewählt, wo er am 4. Januar 1963 die Nachfolge von Seymour Halpern antrat. Er wurde vier Mal in Folge wiedergewählt. Danach kandidierte er im fünften Wahlbezirk von New York für das US-Repräsentantenhaus. Nach einer erfolgreichen Wahl trat am 4. Januar 1973 die Nachfolge von Norman F. Lent an. Er wurde drei Mal in Folge wiedergewählt. Da er auf eine erneute Kandidatur im Jahr 1980 verzichtete, schied er nach dem 3. Januar 1981 aus dem Kongress aus. Als Kongressabgeordneter nahm er 1968 an der Republican National Convention teil.
Danach hatte er den Vorsitz über die Long Island Development Agency. Wydler lebte in Garden City. Er verstarb am 4. August 1987 in Washington D.C. und wurde dann auf dem Holy Rood Cemetery in Garden City beigesetzt.